# Henri Ier de Brabant
Pour les articles homonymes, voir Henri et Henri Ier.
Henri Ier de Brabant, dit le Courageux ou le Guerroyeur, né vers 1165, mort à Cologne le 5 septembre 1235, est duc de Brabant de 1183 à 1235, comte de Louvain, marquis d'Anvers et duc de Basse-Lotharingie de 1190 à 1235. Il est fils de Godefroid III, comte de Louvain, landgrave de Brabant, marquis d'Anvers et duc de Basse-Lotharingie, et de Marguerite de Limbourg.

## Biographie

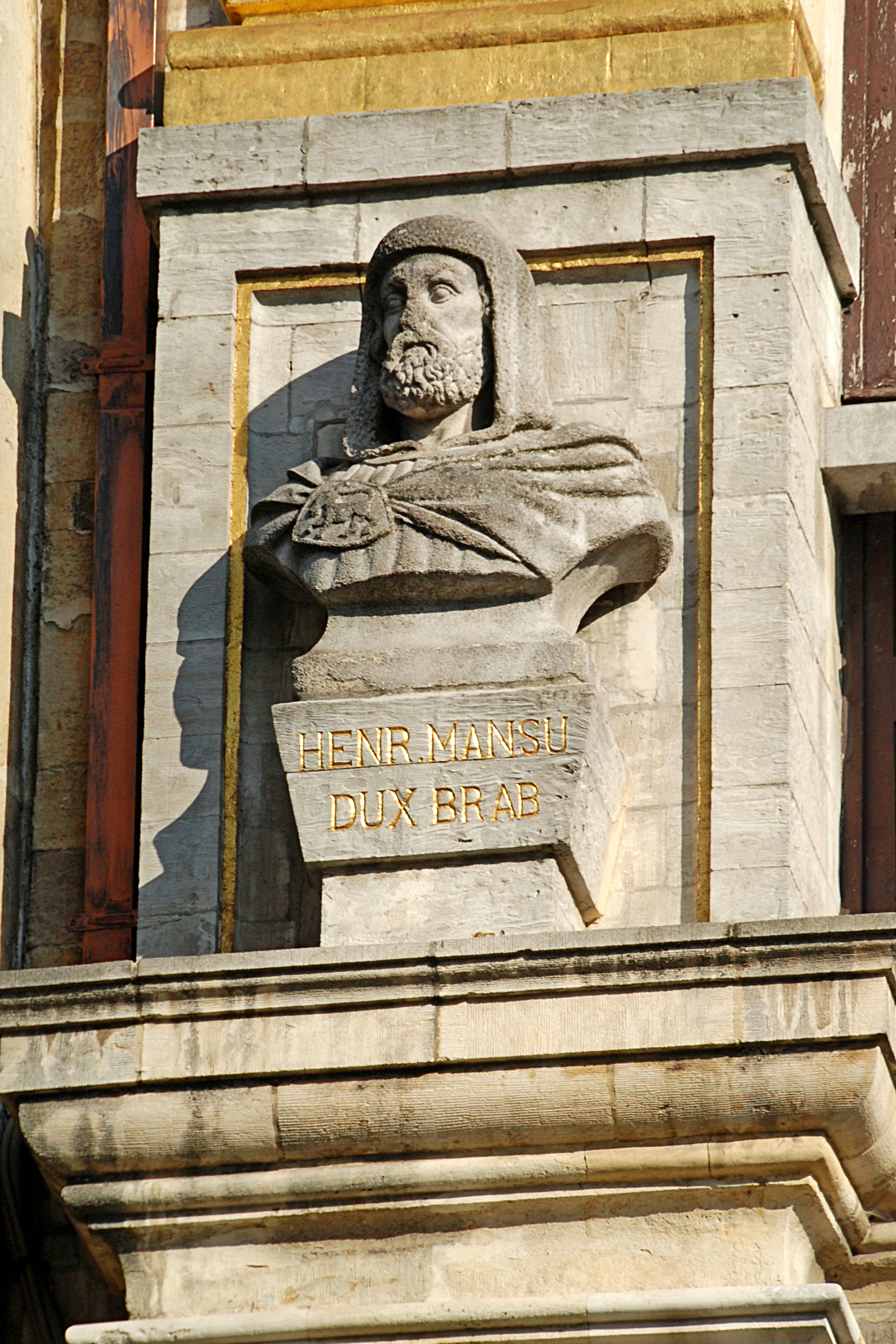
Henri Ier, duc de Brabant, Maison des Ducs de Brabant, Grand-Place de Bruxelles.

Son père l'associe très tôt aux affaires du duché et il est qualifié de miles, nec non comes (chevalier, pas encore comte) dès 1179 à côté de son père. En 1179, il épouse Mathilde de Boulogne, nièce de Philippe d'Alsace, comte de Flandre. Il combat à plusieurs reprises le comte de Hainaut et gouverne les domaines de son père, parti en Terre sainte de 1182 à 1184. En 1183, l'empereur érige le landgraviat du Brabant en duché de Brabant en sa faveur. Henri fonde Bois-le-Duc en 1185. En 1190, quelques semaines après la mort de son père, il reçoit le duché de Basse-Lotharingie en fief de l'empire (Diète de Schwäbisch Hall).

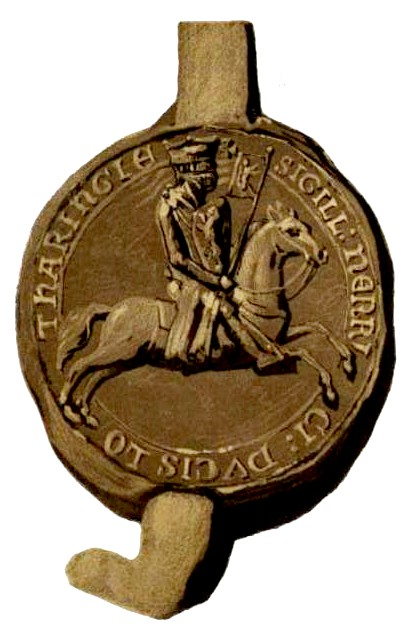
Sceau équestre à l'effigie d'Henri Ier de Brabant.

Il se trouve rapidement opposé à l'empereur Henri VI, d'abord à propos de l'élection de l'évêque de Liège, affaire qui s'achève par l'assassinat en 1192 de l'évêque qui n'était autre qu'Adalbéron, le propre frère d'Henri de Brabant. D'autre part, Henri VI gardait prisonnier Richard Cœur de Lion, que le duc d'Autriche lui avait remis, et se proposait de le livrer au roi de France, alors que les princes lotharingiens étaient pro-anglais. Finalement, Henri VI cède sous la pression du pape qui l'avait excommunié et libère le roi d'Angleterre contre une rançon excessive. Le comte de Hainaut et de duc de Brabant s'opposent ensuite pendant quatre ans sur le choix du successeur d'Adalbéron à Liège.
En 1197, il dirige la croisade allemande voulue par l'empereur Henri VI en Terre Sainte, au cours de laquelle Sidon et Beyrouth sont libérées par les croisés. Les musulmans avaient repris Jaffa, et Henri mène une armée pour reconquérir la ville ; cependant la mort d'Henri de Champagne, roi de Jérusalem, l'oblige à faire demi-tour et à se rendre à Acre. Il prend alors le contrôle du royaume de Jérusalem jusqu'à l'arrivée d'Amaury de Lusignan, roi de Chypre. Il reprend finalement Beyrouth en octobre 1197. On ignore à quelle date exactement il quitte la Terre Sainte pour revenir dans ses états européens.
Sa femme soutient l'élection d'Othon IV de Brunswick, et Henri est un de ses fidèles, comme la plupart des seigneurs de Basse-Allemagne, alors que la Haute-Allemagne soutient Philippe de Souabe, le frère d'Henri VI.

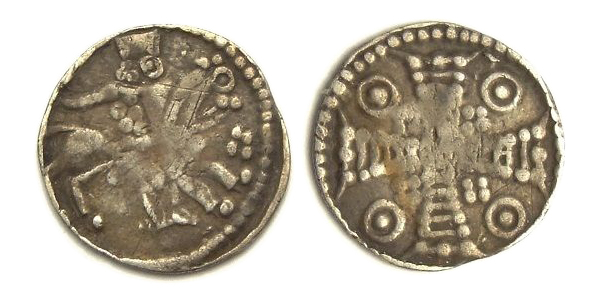
Pièce représentant Henri Ier à cheval.

En 1204, Henri de Brabant change d'alliance et se rapproche du roi de France et de Philippe de Souabe. Après l'assassinat de Philippe, il lutte contre l'évêque de Liège et essuie une défaite en 1213 lors de la bataille de Steps, puis se rapproche à nouveau d'Othon, et combat à ses côtés à Bouvines où il manque de peu d'être capturé. Peu après, il se rallie à l'empereur Frédéric II, le fils d'Henri VI. Le règne d'Henri de Brabant devient alors plus paisible.
Revenant d'une mission en Angleterre, où il avait été chargé de ramener et d'escorter Isabelle d'Angleterre, fiancée à Frédéric II, il tombe malade et meurt à Cologne.
Henri Ier fut inhumé à la collégiale Saint-Pierre de Louvain, dans un mausolée à gisant, encore conservé au milieu du chœur de l'église.

## Mariages et descendance

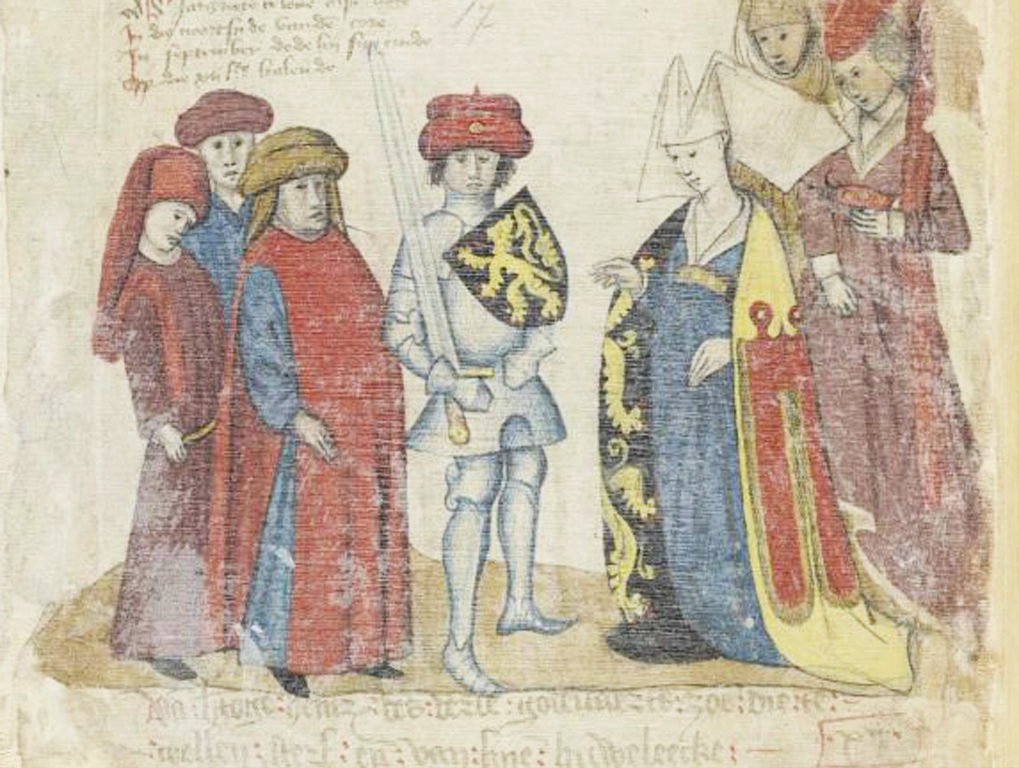
Mariage d'Henri Ier avec Mathilde de Boulogne, Jan van Boendale.

Il épouse en premières noces en 1179 Mathilde de Boulogne (1170 † 1210), fille cadette de Mathieu d'Alsace et de Marie de Blois, comte et comtesse de Boulogne. Ils ont :
- Adélaïde (1190 † 1265), comtesse de Boulogne, mariée à :
  1. en 1206 à Arnoul III († 1223), comte de Looz,
  2. en 1225 à Guillaume X de Clermont (1195 † 1247), comte d'Auvergne,
  3. Arnould de Wesemael, maréchal de Brabant ;
- Marie (1190 † 1270), mariée à :
  1. Othon IV (1177 † 1218), empereur germanique,
  2. en 1220 Guillaume Ier (1167 † 1223), comte de Hollande ;
- Marguerite (1192 † 1231), mariée en 1206 à Gérard III († 1229), comte de Gueldre ;
- Mathilde (1200 † 1267), mariée :
  1. en 1212 à Henri V († 1214), comte palatin du Rhin,
  2. en 1224 à Florent IV (1210 † 1234), comte de Hollande, fils de Guillaume Ier de Hollande ;
- Henri II (1207 † 1248), duc de Brabant ;
- Godefroid de Louvain (1209 † 1254), premier seigneur de Gaasbeek, x Marie d'Oudenarde < parents d'Henri Ier de Louvain-Gaasbeek (vers 1245-1285), x Isabelle van Beveren < Jean Tristan (vers 1275-1310 ; son frère Henri de Louvain a aussi une postérité), x Félicité de Luxembourg < Henri II (vers 1300-1323), sans postérité x Isabelle d'Antoing et d'Epinoy (vers 1310-1364), remariée à Alphonse de La Cerda (d'où Charles) puis à Jean Ier de Melun (d'où les princes d'Epinoy). Postérité féminine de cette branche : Jeanne (vers 1245-1291), fille de Godefroid (nl), épouse Thierry/Dirk II de Sponheim-Heinsberg ; Jeanne (vers 1270-1319), sœur de Jean Tristan et d'Henri, épouse Gérard Ier comte de Horn.

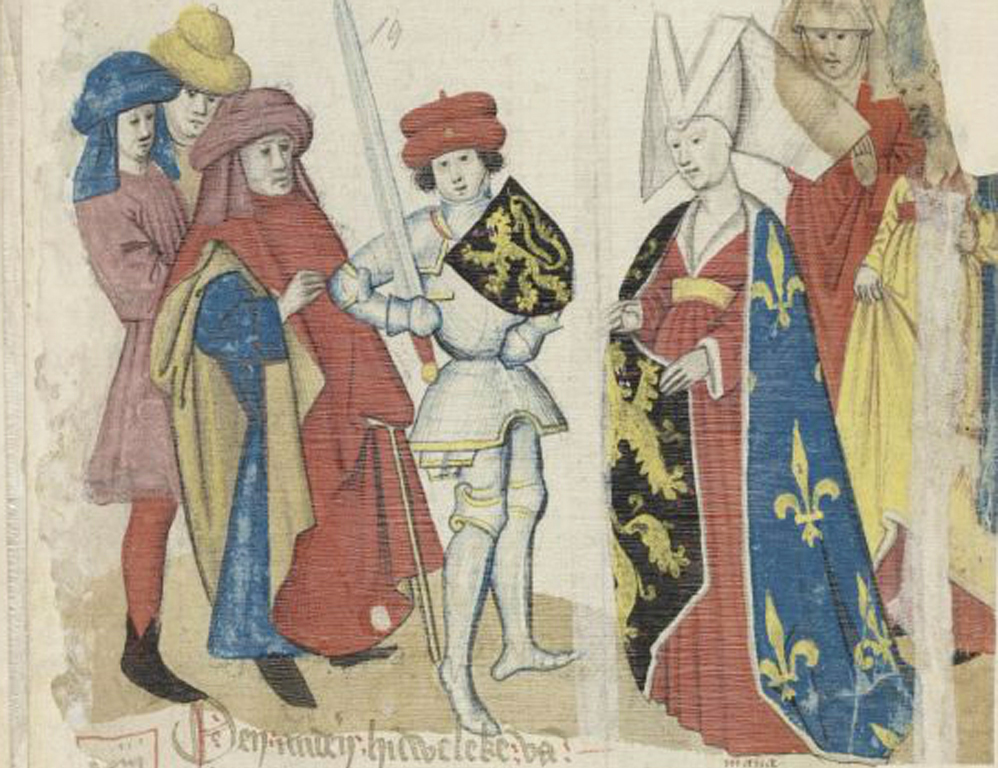
Mariage d'Henri Ier avec Marie de France, Jan van Boendale.

Veuf, il se remarie en 1213 à Marie de France (1198 † 1224), fille de Philippe II Auguste, roi de France, et d'Agnès de Méranie. Ils ont :
- Élisabeth († 1272), mariée en 1233 à Thierry de Clèves (1214 † 1244), seigneur de Dinslaken puis en 1246 à Gérard II de Wassenberg († 1255) ;
- Marie, morte jeune.